# Naturwissenschaftlicher Verein für Kärnten
Der Naturwissenschaftliche Verein für Kärnten ist ein naturwissenschaftlicher Verein mit Sitz in Klagenfurt. Er war maßgeblich an der Entstehung des Kärntner Landesmuseums beteiligt und gibt die traditionsreiche Zeitschrift Carinthia II heraus.

## Geschichte
Der Verein entstand im Umfeld der 1811 gegründeten Zeitschrift Carinthia. 1848 wurde in Klagenfurt ein naturhistorisches Museum gegründet. Dies gilt als das Gründungsjahr des Naturwissenschaftlichen Vereins, da in diesem Zuge auch ein Museumsausschuss als Trägerverein gegründet wurde, aus dem sich der Naturwissenschaftliche Verein für Kärnten entwickelte. 1852 wurde damit begonnen, für verschiedene Wissenschafts- oder Tätigkeitsfelder Fachausschüsse zu organisieren. 1863 übernahm der Verein gemeinsam mit dem Geschichtsverein für Kärnten die Herausgeberschaft der Carinthia, die heute eine der ältesten  deutschsprachigen Zeitschriften ist.
1872 erfolgte die Umbenennung des Museumsausschusses in „Verein Naturhistorisches Landesmuseum“. 1884 wurden die Ausstellungen des Naturwissenschaftlichen Vereins und des Geschichtsvereins für Kärnten im neuerrichteten Rudolfinum zum Kärntner Landesmuseum vereinigt. Dort befindet sich noch heute der Vereinssitz. 1891 wurde die Carinthia in die geschichtswissenschaftliche Carinthia I unter Trägerschaft des Geschichtsvereines, sowie die naturwissenschaftliche Carinthia II des naturwissenschaftlichen Vereines getrennt.
1928 erfolgte die Umbenennung in „Verein Naturkundliches Landesmuseum“, 1942 schließlich wurde der heutige Name angenommen. Nach dem Zweiten Weltkrieg wurde die Vereinstätigkeit 1946 wieder aufgenommen. 1974 übernahm das Land Kärnten die Trägerschaft des Museums. 1997 war der Verein Gründungsmitglied des Trägervereins für das Kärntner Institut für Seenforschung, das sich ab den 1970er Jahren aus dem naturwissenschaftlichen Verein heraus entwickelt hatte.

## Fachausschüsse
- Mineralogie & Geologie
- Botanik
- Pilzkunde
- Entomologie
- Ornithologie
- Karst- & Höhlenkunde
- Geografie
- Meteorologie
- Zoologie
- Kinder & Jugend
- Physik & Chemie